# Beiuș
Beiuș (Hongaars: Belényes) is een stad (oraș) in het Roemeense district Bihor. De stad telt 12.089 inwoners (2002).
De stad had na de bevrijding van de Turken een Hongaars karakter. In 1910 was ongeveer 60% van de bevolking Hongaars en 40% Roemeens. In 2011 waren de Hongaren een minderheid van circa 8% van de bevolking.
De stad maakt deel uit van de etnisch Hongaarse streek Fekete-Körös-vallei. De bevolking is in een aantal dorpen ten westen en zuidwesten van de stad grotendeels Hongaarstalig. In totaal wonen er circa 3500 Hongaarstalige mensen.
Steden met gemeentestatus: Aleșd · Marghita · Oradea · Salonta

Steden zonder gemeentestatus: Beiuș · Nucet · Săcueni · Ștei · Valea lui Mihai · Vașcău